# Hoplacephala nitidigena
Hoplacephala nitidigena är en tvåvingeart som beskrevs av Villeneuve 1923. Hoplacephala nitidigena ingår i släktet Hoplacephala och familjen köttflugor.
Artens utbredningsområde är Egypten. Inga underarter finns listade i Catalogue of Life.